# Stadio Universitario Alberto "Chivo" Córdoba
Stadio Universitario Alberto "Chivo" Córdoba è uno stadio multiuso a Toluca, in Messico , nel campus della Universidad Autónoma del Estado de México. Lo stadio offre 32.603 posti e viene utilizzato principalmente per le partite di calcio e football americano.
Nel 2016 ha ospitato le partite del club Deportivo Toluca FC durante i lavori di ristrutturazione dello stadio Nemesio Díez.

## Nome
La struttura è intitolata ad Alberto “Chivo” Córdova (1 luglio 1923 – 8 febbraio 1978), considerato uno dei migliori giocatori di football americano messicani, che negli anni sessanta fu head coach della squadra dei Potros Salvajes della Universidad Autónoma del Estado de México.